# Пещера Еврипида
Пещера Еврипида (греч. Σπήλαιου του Ευριπίδη) — узкая пещера глубиной около 47 метров возле села Перистерия на юге греческого острова Саламин, на склоне холма с видом на Саронический залив. Пещера имеет десять небольших камер.
Это место известно с античности как место, где драматург Еврипид написал одну из своих трагедий. Древние авторы Филохор и Сатир описывали Еврипида как мизантропа, который избегал общества, скрываясь в пещере. Римский писатель Авл Геллий утверждал, что посетил «зловещую и мрачную пещеру» во время своего визита в Афины.

## Археология
В 1990-х годах раскопки проводились под руководством Янноса Г. Лолоса, доцента доисторической археологии Университета Янины (Эпир), в сотрудничестве с Департаментом палеоантропологии Министерства культуры Греции.
Находки датируются поздним неолитом и далее. К ним относятся каменные орудия и наконечники стрел; микенские погребения; аттическая керамика из чёрной глазури V века до н. э.; монеты римского периода и обетные статуэтки; а также ювелирные изделия франкского периода. Эти предметы предполагают, что пещера длительное время использовалась в качестве места для убежища и поклонения.
Самым заметным открытием стал фрагментарный скифос в чёрной глазури, датируемый концом V века до н. э., с буквами ΕΥΡΙΠΠ, явно являющимися частью имени Еврипида. Лолос истолковал чашу как обетное подношение Еврипиду, подтверждение преданности, которую его поэзия вдохновляла в более поздние периоды.
Лолос также обнаружил остатки простого святилища Диониса примерно в 70 метрах к юго-западу от пещеры по набережной улицы Еврипида. Основываясь на мраморном фаллосе и других находках, он интерпретировал его как святилище Диониса, покровителя греческого театра.

## Доступ
Пещера расположена между поселениями Перистерия и Колонес. Добраться до пещеры можно от набережной по улице Еврипида, затем по грунтовой дороге нужно идти около 350 метров до входа в пещеру. Вход в пещеру сегодня закрыт стальными дверями.